# Charles-Maurice de Talleyrand-Périgord
Charles-Maurice de Talleyrand-Périgord, francoski škof, 
politik in diplomat, * 2. februar 1754, Pariz, † 17. maj 1838, Pariz.

## Mladost
Talleyrand je bil rojen v aristokratski družini. Zaradi poškodbe noge v otroštvu je bil namesto v tradicionalno vojaško šolo poslan za duhovnika na univerzo Collège d'Harcourt, kasneje Saint-Sulpice College. Pri tem ga je podprl tudi njegov stric Alexandre-Angélique Talleyrand de Périgord, sicer Reimski nadškof. Posvečen je bil leta 1779, leto kasneje pa je že postal cerkveni predstavnik za francosko krono, leta 1789 pa je s pomočjo družinskega vpliva postal škof v Autunu.

## Francoska revolucija
V času francoske revolucije je Talleyrand podprl revolucionarne sile. V letih 1789-91 je bil poslanec tretjega stanu ustavodajne skupščine in njen predsednik. Sodeloval je pri pisanju Deklaracije o človekovih pravicah. S pomočjo Mirabeauja je sprejel odlok o sekularizaciji cerkvenih posesti in predlagal nacionalizacijo Cerkve. Po cerkvenem izobčenju s strani papeža Pija VI. se je odpovedal položaju škofa.
Leta 1792 je bil dvakrat neuradno poslan v Veliko Britanijo, da bi jo odvrnil od vojne. Po razglasitvi republike se je Talleyrand znašel v Angliji. Zaradi njegovega aristokratskega porekla je Narodni zbor decembra 1792 izdal nalog za njegovo aretacijo. Tudi bivanje v Angliji ni bilo prav mirno; marca 1794 jo je bil tako prisiljen zapustiti in oditi v Združene države, kjer je ostal vse do padca jakobincev. Po smrti Robespierra je lobiral v Narodnem zboru in novoustanovljenem Direktoratu za njegov povratek. Njegovo ime je bilo izbrisano iz seznama emigrantov, tako da se je lahko vrnil v Francijo 25. septembra 1796.
Talleyrand je začel svojo politično kariero pod Napoleonom, s katerim se je zbližal v času vojn v severni Italiji 1796-97. Talleyrand je bil proti uničenju Beneške republike, vendar mu je vseeno čestital po miru z Avstrijo in ukinitvijo Beneške republike. Skupaj z Napoleonovim mlajšim bratom Lucienom je bil koristen v coup d'état 18 Brumairea, 1799 in kmalu zatem postal zunanji minister, čeprav se je redko strinjal z Napoleonovo zunanjo politiko. V tem času mu je papež odstranil status izobčenca iz Cerkve.

## Francosko cesarstvo
Marca 1804 ga je Napoleon obtožil sodelovanja pri ugrabitvi in usmrtitvi Vojvoda Enghiena, kot »odmev« na usmrtitev Ludvika XVI., ker je težil k delegitimizaciji Napoleonovega režima. Maja 1804
ga je Napoleon postavil za Velikega komornika. Leta 1806 je postal knez Beneventa. Leta 1807 je Talleyrand po miru v Tilsitu nasprotoval grobemu ravnanju s Prusijo. S tem si je pridobil zaupanje elite evropskih dežel zunaj Francije. Zaradi opozicijske drže v Francosko-Ruski Aliansi se je odpovedal zunanjemu ministrstvu. Na kongresu v Erfurtu leta 1812 ga je Napoleon postavil za predstavnika Francije. Na kongresu je Talleyrand prepričal ruskega carja Aleksandra I., da je zavzel odločnejšo držo proti Napoleonu in njegovim grožnjam evropskim državam. Postal je ruski tajni agent. S francoskim napadom na Rusijo se je dokončno razšel z Napoleonom, njegove politične kariere pa je bilo konec vse do Napoleonovega padca.
Med samim služenjem Napoleonu je Talleyrand postal zaradi naveličanosti Napoleonovih rastočih ambicij dojemljiv za sprejemanje podkupnin sovražnih držav v zameno za izdajo Napoleonovih skrivnosti. Tako je postal plačan agent Avstrije in Anglije. Zaradi naprotovanja bojnemu pohodu proti Španiji, za katerega je menil, da je nespameten, ga je Napoleon med drugim postavil pred maršale in ga javno ponižal.

## Vzpostavitev Burbonov
Talleyrand je bil eden glavnih tvorcev ponovne vzpostavitve Bourbonov na čelu oblasti v Franciji po padcu Napoleona aprila 1814. Kot ministrski predsednik je bil na kongresu na Dunaju glavni pogajalec francoskega kralja Ludvika XVIII., prav tako podpisnik predhodnjega mirovnega sporazuma v Parizu. Delno je bila tudi njegova zasluga, da so bili pogoji sporazuma dokaj prizanesljivi do Francije. Na kongresu je s pomočjo Španije dosegel, da so lahko odločale tudi manjše države poleg velikih štirih. Talleyrand je uspel doseči, da je Francija ostala v mejah pred napoleonskimi vojnami in to brez odškodnine.
Napoleonov povratek v Francijo leto kasneje in poznejši poraz v stotih dnevih je bil poraz za njegove diplomatske zmage; naslednji mirovni dogovor je bil precej manj prizanesljiv. Talleyrand je odstopil s položaja 26. septembra 1815, kasneje pa se omejil na vlogo 'starejšega državnika'. Ob prevzemu oblasti kralja Ludvika-Filipa I. v julijski revoluciji 1830 je postal ambasador v Veliki Britaniji (1830-1834). V tej vlogi si je prizadeval za okrepitev legitimnosti kraljevega režima in predlagal delitveni načrt za Belgijo oz. Nizozemsko.
Proti koncu svojega življenja je Talleyrand zopet postal veren. Umrl je 17. maja 1838 in bil pokopan na svojem dvorcu Château de Valençay.
V francoski miniseriji o Napoleonu ga je igral John Malkovich.